# ذا غولدن غيرلز
ذا غولدن غيرلز (بالإنجليزية: The Golden Girls)‏ هو مسلسل كوميديا الموقف تم إنتاجه في الولايات المتحدة. بدأ عرضه في سنة 1985. عرض على هيئة الإذاعة الوطنية. بلغ عدد مواسم المسلسل 7 مواسم، بلغ عدد حلقاته 180 حلقة، وتبلغ مدة الحلقة الواحدة 24 دقيقة. المسلسل من تأليف سوزان هاريس، تم بث المسلسل لأول مرة بتاريخ 14 سبتمبر 1985 بينما تم بث آخر حلقة منه بتاريخ 9 مايو 1992. من بطولة بيتي وايت.

## قصة المسلسل
تدور أحداث المسلسل حول أربع نساء عازبات متقدمات في العمر (ثلاث أرامل وواحدة مطلقة) يتشاركن في منزل في ميامي، فلوريدا. مالكة المنزل هي أرملة تدعى بلُنش ديفروو، ثم ينضم إليها امرأتين أخريات، أرملة تدعى روز نيلوند، ومطلقة تدعى دوروثي زبورناك، بعد أن استجاب جميعهن لإعلان كُتب على لوحة الإعلانات في متجر بقالة محلي قبل عام من بدء المسلسل، وتنضم إليهن لاحقًا والدة «دوروثي» البالغة من العمر 80 عامًا بعد أن احترقت دار رعاية المسنين التي كانت تقطن بها.

## الجوائز
- جائزة إيمي لأفضل مسلسل كوميدي
- جائزة غولدن غلوب لأفضل مسلسل موسيقي أو كوميدي

## روابط خارجية
- ذا غولدن غيرلز على موقع IMDb (الإنجليزية)
- ذا غولدن غيرلز على موقع ميتاكريتيك (الإنجليزية)
- ذا غولدن غيرلز على موقع الموسوعة البريطانية (الإنجليزية)
- ذا غولدن غيرلز على موقع روتن توميتوز (الإنجليزية)
- ذا غولدن غيرلز على موقع كينوبويسك (الروسية)
- ذا غولدن غيرلز على موقع ألو سيني (الفرنسية)
- ذا غولدن غيرلز على موقع قاعدة بيانات الفيلم (الإنجليزية)